# 블루아워

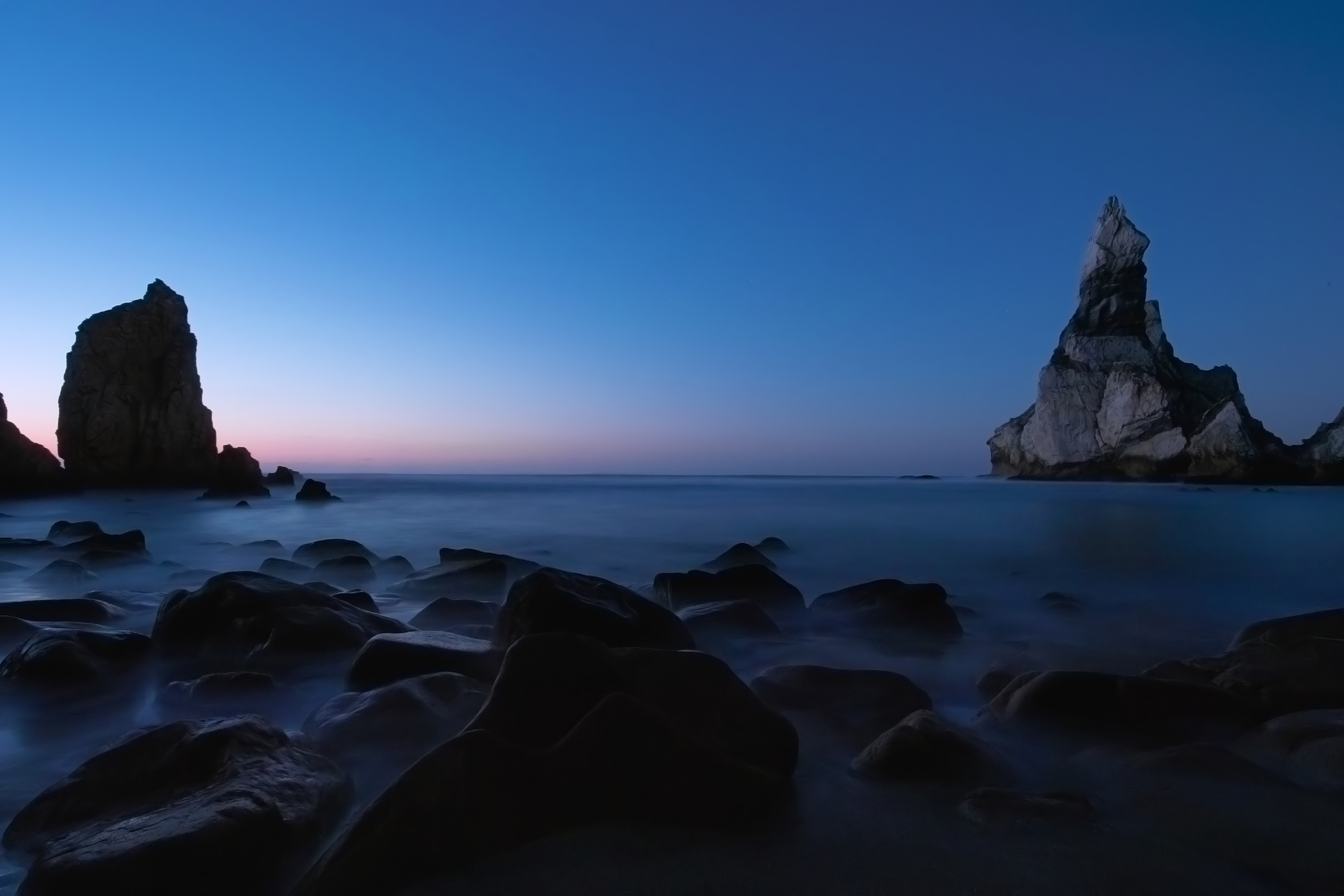
Praia da Ursa-Sintra-Portugal. 광각으로 본 블루아워 때의 풍경. 하늘 대부분을 뒤덮은 파란 빛깔 뒤로 태양 근처에 붉은색과 초록색 빛이 있는 것이 선명하게 보인다. 이는 레일리 산란 때문이다.

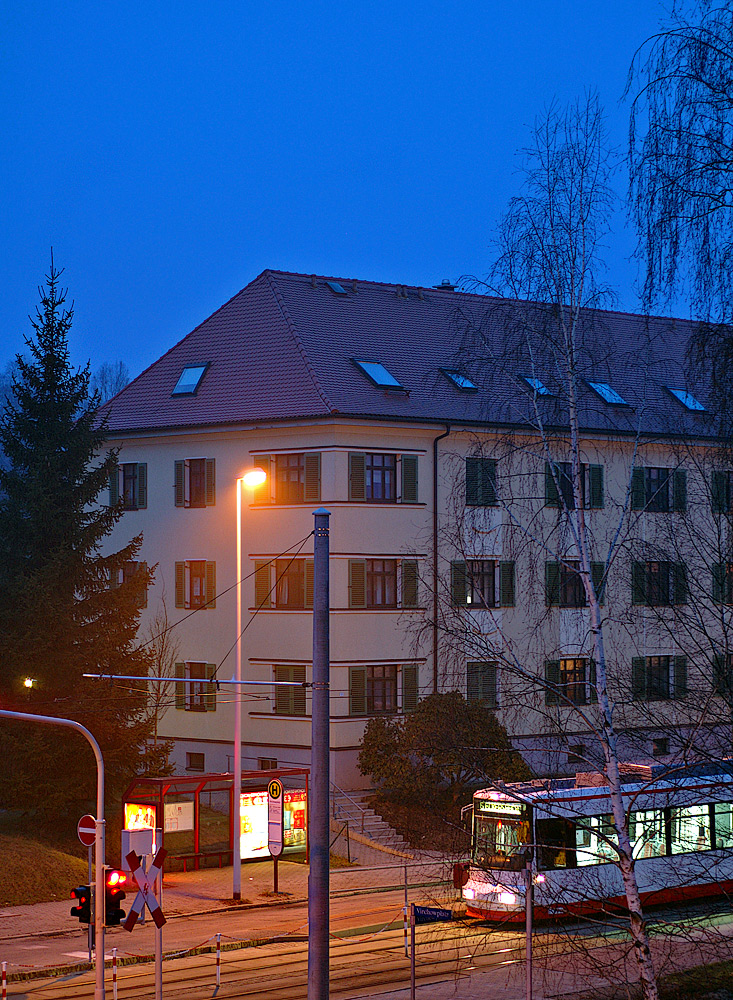
블루아워

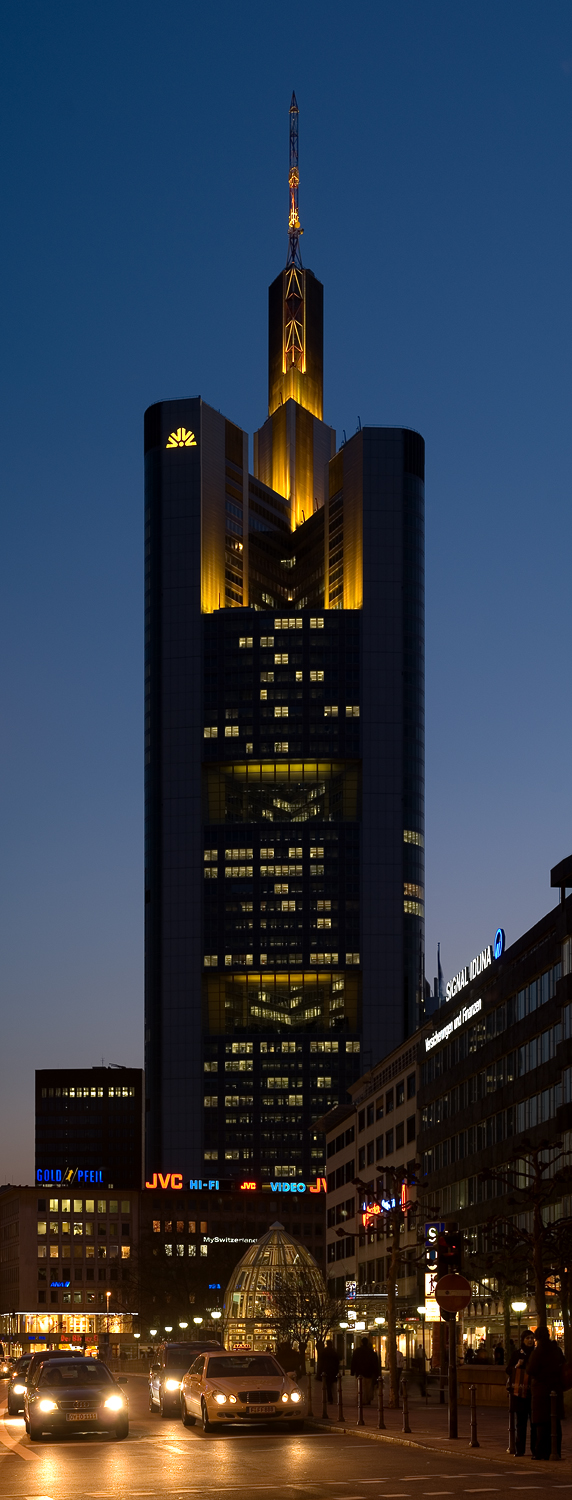
블루아워 동안의 코메르츠방크 타워(독일 프랑크푸르트)

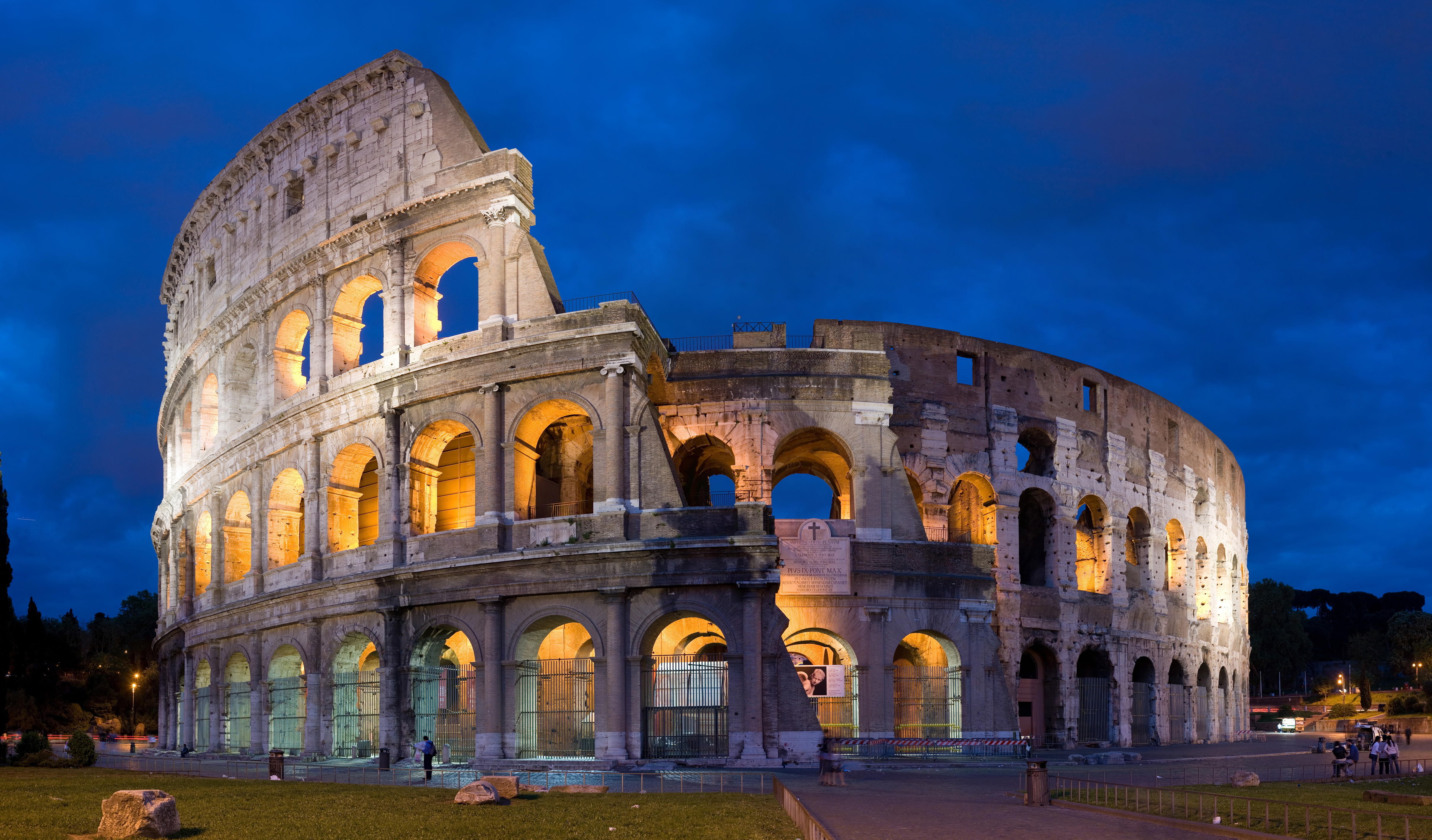
블루아워 동안의 콜로세움

프랑스어 표현인 l'heure bleue에서 유래한 블루아워(영어: the blue hour)는 해뜰 녘과 해질 녘의 박명이 지는 시간대를 의미하는 말이다. 이 시간대는 많은 사람들에게 특별한 의미를 갖는데, 이는 이 시간대의 하늘이 완전히 어둡지도 그렇다고 밝지도 않으면서 푸르스름한 빛을 띠어 매우 오묘한 분위기를 자아내기 때문이다. 이 때문에 블루아워를 개와 늑대 사이의 시간(l'heure entre chien et loup)이라는 은유적인 표현으로도 칭한다. 특히 이 시간대에 금발의 사람을 찍으면 사진이 매우 잘 나오며, 여름꽃 향기가 매우 강한 시간대로 알려져 있다.
적도 근처 지역에서는 태양이 가파른 각도로 뜨고 지기 때문에 블루 아워가 더 짧다. 극에 가까운 곳에서는 태양이 더 얕은 각도로 뜨고 지기 때문에 조명과 황혼 기간이 길어진다.

## 순결의 시간
블루아워를 일컫는 다른 말로 '순결의 시간'을 들 수 있다. 이 문구는 또한 제1차 세계 대전 직전의 파리를 일컫기도 한다.

## 대중문화에 미친 영향
이 시간대의 분위기로 인해 많은 음식점, 극장, 호텔들이 L'Heure Bleue란 간판을 달고 전 세계에서 영업하고 있다. 또한 화장품 회사인 겔랑에서 1912년에 이 이름으로 향수를 발매하기도 했다. 노르웨이의 락 밴드인 마드루가다 (스페인어와 포르투갈어로 '이른 아침'을 의미) 역시 이 블루아워에서 연원한 이름이다.

### 노래
블루아워는 대중음악에서도 널리 쓰이는 테마이다.
- Vanessa Daou - This Blue Hour
- Roy Orbison - When The Blue Hour Comes
- Turin Brakes - Blue Hour
- Stephen Cummings - Blue Hour
- Andreas Vollenweider - Chanson de l'Heure Bleue (Song of the Blue Hour)
- Christian Death - The Blue Hour
- Nina Gordon - The Blue Hour
- Radiohead - The Gloaming
- Peter Fox - Schwarz zu Blau (Black to blue)
- 투모로우바이투게더  - 5시 53분의 하늘에서 발견한 너와 나

### 책
- T 제퍼슨 파커의 소설
- 캐롤린 포르셰의 책
- 캐나다 청소년사전 제5권의 표지
- 스콜 웨스터펠드의 미드나이터 3부작
- 알리슨 노엘의 블루 문
- 케이트 톰슨의 소설
- 알버트 디제노바의 시집, The Blueing Hours
- 에드워드 고리의 책, L'heure Bleue

### 영화
- 마르셀 기슬러의 1991년작
- 에릭 로메르의 1987년작 에피소드 영화인 "레네트와 미라벨의 네 가지 모험" (프랑스어: 4 aventures de Reinette et Mirabelle

)의 첫 번째 에피소드
- 알리사 밀라노가 출연한 2007년작

### 미술
- 현대미술가인 얀 파브르는 그의 작품과 착상들에서 종종 블루아워에 관한 것들을 내놓곤 한다.[2]

## 같이 보기
- 백야
- 극야
- 녹섬광
- 골든아워 (사진)
- 금성대